# Selçuk Çebi
Selçuk Çebi (Araklı, 3 giugno 1982) è un lottatore turco, specializzato nella lotta greco-romana.
È stato tre volte campione del mondo. Ha partecipato alle edizioni dei Giochi olimpici estivi di Londra 2012 e Rio de Janeiro 2016.

## Palmarès
- Mondiali

Herning 2009: oro nei 74 kg.
Mosca 2010: oro nei 74 kg.
Istanbul 2011: argento nei 74 kg.
Tashkent 2014: bronzo negli 80 kg.
Las Vegas 2015: oro negli 80 kg.
- Europei

Vilnius 2009: bronzo nei 74 kg.
Vantaa 2014: argento negli 80 kg.
- Giochi del Mediterraneo

Almería 2005: oro nei 66 kg.
Mersin 2013: oro negli 84 kg.
- Universiadi

Smirne 2005: oro nei 66 kg.
- Mondiali universitari

Ulan Bator 1996: oro nei 66 kg.
- Mondiali militari

Spalato 2001: bronzo nei 69 kg.
Smirne 2003: argento nei 66 kg.